# Physical Graffiti
Physical Graffiti é o sexto álbum de estúdio da banda britânica de rock Led Zeppelin, lançado em 24 de fevereiro de 1975, como um álbum duplo. Foi o primeiro álbum editado pela Swan Song Records, a gravadora criada pelo grupo.
Demonstra o máximo de suas habilidades, e o álbum aponta para vários estilos e influências. Physical Graffiti é frequentemente citado como um dos maiores álbuns de todos os tempos. Este álbum está na lista dos 200 álbuns definitivos no Rock and Roll Hall of Fame. Foi considerado pela revista Rolling Stone o 70º melhor álbum de todos os tempos.
O álbum foi um sucesso de critica e público, alcançando o topo na lista da Billboard. Logo após o lançamento de Physical Graffiti, todos os álbuns lançados anteriormente pelo Led Zeppelin retornaram para lista dos 200 álbuns mais ouvidos.

## Gravação do álbum
As sessões de gravação de Physical Graffiti inicialmente tiveram lugar em Novembro de 1973 em Headley Grange, em East Hampshire, Inglaterra. "The Rover" e "Black Country Woman" foram gravadas na mesma sessão que "D'yer Mak'er" em Stargroves usando o Estúdio Móvel de The Rolling Stones em maio de 1972. A música "Houses of the Holy" foi também gravada em Maio de 1972, mas no Olympic Studios. O álbum Houses of the Holy foi batizado baseando-se nesta canção.
As oito canções restantes foram gravadas durante as sessões para Physical Graffiti em 1974. Um aspecto interessante desse álbum é a forma como as músicas parecem se encaixar na ordem em que são tocadas. O que surpreende é o fato das canções terem sido gravadas durante um período de quatro anos em estúdios diferentes.
Physical Graffiti é, provavelmente, a obra prima do Led Zeppelin e demonstra a quase total adesão ao hard rock e ao progressivo, estilos esses que influenciaram todos os grandes grupos de rock pesado surgidos a partir de 69/70.

## Canções
O álbum durou vários anos de gravação e cobriu uma variedade de estilos musicais, incluindo hard rock ("Custard Pie", "The Rover", "The Wanton Song", "Sick Again", "Houses of the Holy"), influenciou rock sinfônico ("Kashmir"), rock progressivo ("In the Light"), funk de condução ("Trampled Under Foot"), rock and roll acústico ("Boogie with Stu", "Black Country Woman"), balada de amor ( "Ten Years Gone"), blues rock ("In My Time of Dying"), soft rock ("Down by the Seaside"), country rock ("Night Flight") e guitarra acústica instrumental ("Bron-Yr- Aur").
Várias faixas do álbum se tornaram grampos ao vivo nos shows do Led Zeppelin. Em particular, "In My Time of Dying", "Trampled Under Foot", "Kashmir", "Ten Years Gone", "Black Country Woman" e "Sick Again" tornaram-se componentes regulares das listas de concertos ao vivo da banda após a lançamento do álbum.

### Lado A
"Custard Pie" foi gravado em Headley Grange no início de 1974. O primeiro take foi tocado em um ritmo mais rápido do que a versão final, com vários vocais improvisados. Após uma revisão básica, o grupo discutiu as possibilidades de reorganização . Page tocou o solo de guitarra através de um sintetizador ARP, enquanto Jones fez overdub em uma parte de Hohner Clavinet e Plant tocou gaita.
"The Rover" foi escrito em 1970 em Bron-Yr-Aur, uma casa de campo perto de Machynlleth, País de Gales. Foi gravado pela primeira vez no Headley Grange em maio de 1970 como um número acústico para o Led Zeppelin III. Foi reformulado como um número elétrico em 1972 para Houses of the Holy, que serviu de base para a faixa de apoio. Page posteriormente adicionou overdubs de guitarra em 1974 com engenharia de Keith Harwood.
"In My Time of Dying" é baseado em uma música tradicional que Bob Dylan gravou em seu álbum de estreia em 1962. A faixa foi gravada ao vivo, com Page posteriormente adicionando mais overdubs de slide guitar. O arranjo e a estruturação foram liderados por Bonham, que elaborou onde as várias seções de parada/início na faixa deveriam estar e como o grupo saberia onde voltar. O final da música apresenta sua tosse fora do microfone, fazendo com que o resto do grupo se desfaça nesse ponto. Bonham posteriormente gritou "Isso tem que ser o único, não é?", sentindo que era a melhor tomada. Ficou no álbum para mostrar aos fãs que o Led Zeppelin era uma banda de trabalho que cuidava bem das suas gravações..

### Lado 2
"Houses of the Holy" foi gravada como a faixa-título do álbum de mesmo nome em junho de 1972 no Electric Lady Studios com engenharia de Eddie Kramer. Ele foi deixado de fora desse álbum por causa de sua semelhança com outras faixas, como "Dancing Days", que foram consideradas melhores. Ao contrário de alguns dos outros materiais mais antigos do Physical Graffiti, não exigiu mais overdubbing ou remixagem.
"Trampled Under Foot" desenvolvido a partir de uma jam session conduzida por Jones no Clavinet. A música passou por várias mudanças de arranjo antes de chegar à versão ouvida no álbum, com o grupo ensaiando várias ideias diferentes e discutindo sobre o estilo geral. Bonham decidiu que a faixa era muito "souly" e a reorganizou em um estilo funk, sugerindo que Page deveria tocar um riff de guitarra em vez de acordes. As letras são uma série de duplos sentidos sobre direção e carros. A música rapidamente se tornou uma peça ao vivo popular que foi tocada em todos os shows ao vivo a partir de 1975, e mais tarde foi revivida por Plant para suas turnês solo. Foi lançado como single nos EUA em 2 de abril (com "Black Country Woman" como lado B) e foi um hit top 40.
"Kashmir" foi uma ideia de Page e Bonham, e foi tentada pela primeira vez como uma demo instrumental no final de 1973. Plant escreveu a letra enquanto estava de férias em Marrocos. Jones tocou Mellotron na faixa e arranjou cordas e partes de metais que foram tocadas por sessão A música foi uma das mais aclamadas da crítica no álbum, e foi tocada em todos os shows de 1975 em diante. Page e Plant tocaram em sua turnê de 1994, e foi reformulado em 1998 por Sean "Puffy" Combs para seu single "Come With Me", que contou com Page na guitarra.

### Lado 3
"In the Light" foi gravado em Headley Grange no início de 1974. Foi inicialmente chamado de "In the Morning" e passou por vários ensaios e takes para elaborar uma estrutura básica. Uma introdução de drone / canto foi posteriormente adicionada à peça.
"Bron-Yr-Aur" foi uma peça acústica solo de Page, batizada com o nome da casa onde ele compôs e arranjou grande parte de Led Zeppelin III com Plant. Foi gravado no Island Studios em meados de 1970. A faixa foi usada mais tarde como música de fundo no filme do grupo The Song Remains the Same.
"Down by the Seaside" foi originalmente escrita como uma faixa acústica no Bron-Yr-Aur em 1970, e foi influenciada por Neil Young. Foi retrabalhada como uma faixa elétrica durante as sessões para o quarto álbum no ano seguinte. Page e Bonham lideraram o arranjo, mudando o tempo da seção lenta para a rápida e depois de volta.
"Ten Years Gone" foi composta principalmente por Plant sobre um antigo caso de amor, e foi combinada com uma peça instrumental de Page, com partes de guitarra elétrica e acústica overdub. Quando a faixa foi tocada ao vivo, Jones tocou uma guitarra de braço triplo com bandolim, guitarras de seis e doze cordas, a fim de tentar reproduzir os vários overdubs de guitarra na gravação de estúdio.

### Lado 4
"Night Flight" foi gravado em Headley Grange em 1971 para o quarto álbum. Além do baixo usual, Jones toca órgão Hammond na faixa e Page toca guitarra através de um alto-falante Leslie. Plant escreveu a letra depois de ler uma manchete intitulada "Nuclear Damage Test Threat" e se perguntou por que parecia haver pouca paz e amor no mundo.
"The Wanton Song" foi construído em torno de um riff de guitarra de Page. Ao contrário de algumas das outras faixas gravadas nas sessões de Headley Grange de 1974, foi simples de arranjar, com o grupo construindo a música em torno dos riffs..
"Boogie with Stu" foi uma jam session com o pianista dos Rolling Stones, Ian Stewart baseada na música de Ritchie Valens "Ooh My Head". ". Foi gravado em 1971 no Headley Grange durante a mesma sessão que produziu "Rock and Roll" para o quarto álbum. Não creditou Valens ou Bob Keane, em vez disso creditou a mãe de Valens. Eventualmente, um processo foi aberto por Keane, e metade do prêmio foi para a mãe de Valens, embora ela não fizesse parte do processo.
"Black Country Woman" foi gravado no jardim do Stargroves em 1972 para Houses of the Holy, como parte do desejo do grupo de trabalhar em locais "fora da parede" fora de um ambiente de estúdio tradicional. A pista foi quase abandonada quando um avião passou por cima, mas foi deixada na gravação final para efeito.
"Sick Again" foi escrita por Page e Plant sobre a turnê de 1973 e sua experiência em conhecer groupies. A faixa foi impulsionada pela bateria de Bonham e os riffs de guitarra de Page. O arranjo havia sido elaborado antes da gravação, e era simples de colocar em fita.

### Material não-lançado
Como Physical Graffiti coletou várias tomadas de álbuns anteriores, pouco sobrou das sessões de gravação que não foram lançadas. Um arranjo inicial de "Custard Pie", diferente da versão final, foi reformulado como "Hots on For Nowhere" no álbum seguinte, Presence. Uma série de outros outtakes de sessões anteriores do álbum que não foram colocados em Physical Graffiti foram posteriormente incluídos no álbum Coda  de 1982.

## A Capa

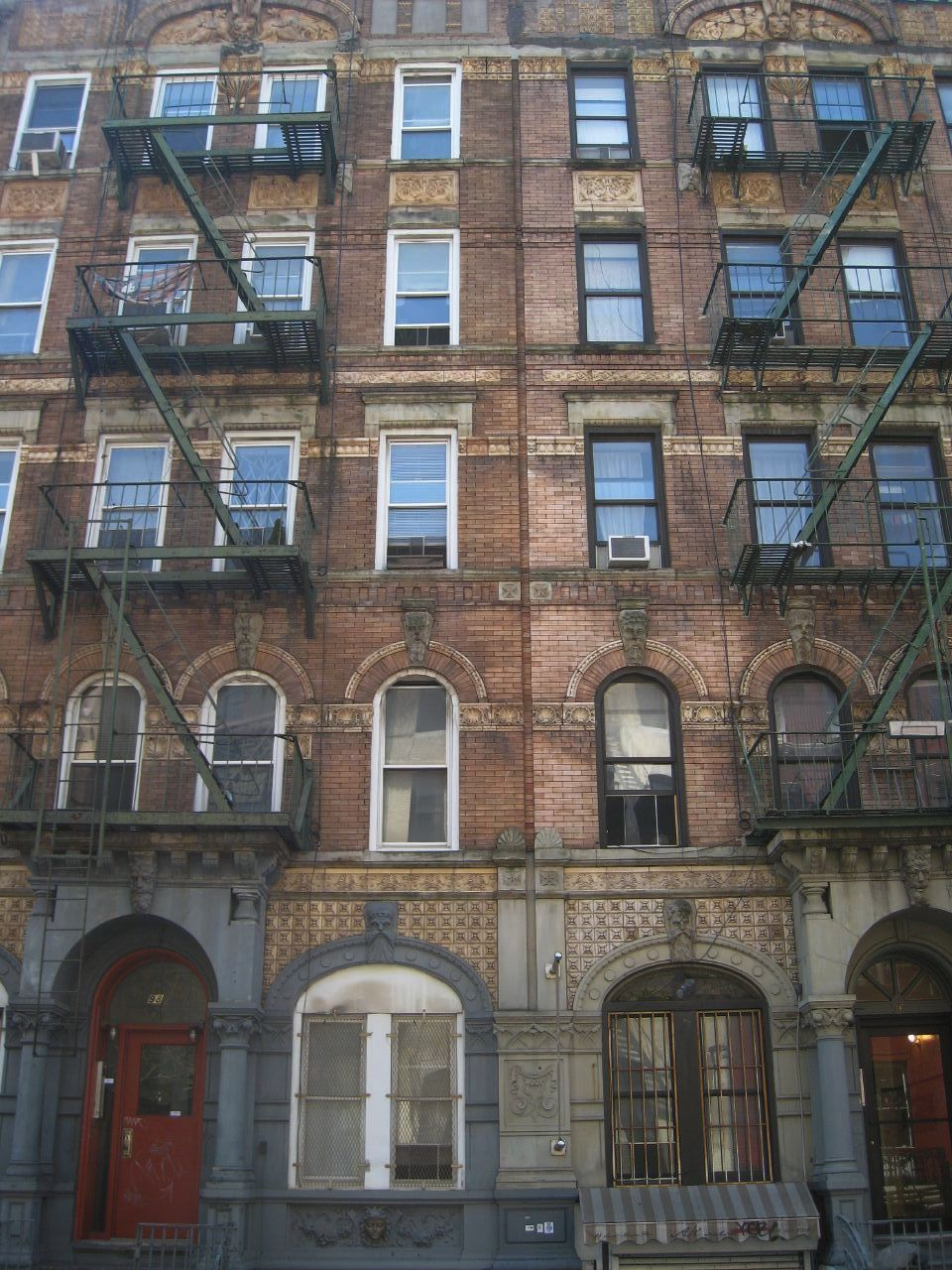
96 and 98 St. Mark's Place

Trata-se da mais urbana (e misteriosa) das capas do Led Zeppelin. A foto do edifício (96 and 98 St. Mark's Place - Nova Iorque) faz lembrar, ora o Dakota (onde John Lennon foi morto), ora a cena final de Taxi Driver (EUA-1976), inclusive com o sujeito (Jimmy Page) sentado na escadaria. Na primeira coluna de janelas, no canto esquerdo, verticalmente, de cima para baixo, lê-se "PIG" (porco). Na terceira coluna de janelas, de cima para baixo, horizontalmente, da esquerda para a direita, lê-se "GRAF" (nome dado às diversas aeronaves no início do século XX, em homenagem a seu construtor). No interior, nota-se a presença de uma miscelânea de personalidades (o fauno Pã, santos e freiras, Neil Armstrong), incluindo os integrantes do Led e seu empresário Peter Grant.

## Lançamento e recepção
O álbum foi lançado em 24 de Fevereiro de 1975, num momento em que Led Zeppelin realizava sua décima turnê na América do Norte. Atrasos na produção do design da capa do álbum impediram sua liberação antes do início da turnê.
Physical Graffiti foi o primeiro disco da banda a ser lançado por sua própria gravadora, a Swan Song Records, que foi criada em maio de 1974. Até este ponto, todos os álbuns do Led Zeppelin eram lançados pela Atlantic Records. O álbum foi um sucesso comercial e de crítica, tendo atingido o primeiro lugar no Billboard 's Pop Albums chart, tendo permanecido 6 semanas na primeira colocação e 48 semanas no total. Desde então, vem provando ser um dos lançamentos mais populares por parte do grupo: o álbum vendeu 8 milhões de cópias nos Estados Unidos (e foi certificado com 16 discos de platina, pois é um álbum duplo). Physical Graffiti foi o primeiro álbum a ter encomendas antecipadas suficientes para ser um disco. Pouco depois de seu lançamento, todos os álbuns anteriores do Led Zeppelin simultaneamente reestrearam na parada de álbuns top-200.

## Faixas
| Lado 1 |                       |                                            |         |  |
| N.º    | Título                | Compositor(es)                             | Duração |  |
| 1.     | "Custard Pie"         | Jimmy Page e Robert Plant                  | 4:13    |  |
| 2.     | "The Rover"           | Page e Plant                               | 5:36    |  |
| 3.     | "In My Time of Dying" | Page, Plant, John Paul Jones e John Bonham | 11:04   |  |

| Lado 2 |                       |                      |         |  |
| N.º    | Título                | Compositor(es)       | Duração |  |
| 1.     | "Houses of the Holy"  | Page e Plant         | 4:01    |  |
| 2.     | "Trampled Under Foot" | Page, Plant e Jones  | 5:35    |  |
| 3.     | "Kashmir"             | Page, Plant e Bonham | 8:31    |  |

| Lado 3 |                       |                     |         |  |
| N.º    | Título                | Compositor(es)      | Duração |  |
| 1.     | "In the Light"        | Page, Plant e Jones | 8:44    |  |
| 2.     | "Bron-Yr-Aur"         | Page                | 2:06    |  |
| 3.     | "Down by the Seaside" | Page e Plant        | 5:14    |  |
| 4.     | "Ten Years Gone"      | Page e Plant        | 6:31    |  |

| Lado 4         |                       |                                                          |         |  |
| N.º            | Título                | Compositor(es)                                           | Duração |  |
| 1.             | "Night Flight"        | Page, Plant e Jones                                      | 3:36    |  |
| 2.             | "The Wanton Song"     | Page e Plant                                             | 4:06    |  |
| 3.             | "Boogie with Stu"     | Page, Plant, Jones, Bonham, Ian Stewart e Ritchie Valens | 3:51    |  |
| 4.             | "Black Country Woman" | Page e Plant                                             | 4:24    |  |
| 5.             | "Sick Again"          | Page e Plant                                             | 4:43    |  |
| Duração total: | Duração total:        | Duração total:                                           | 82:15   |  |

## Paradas
| Paradas (1975)           | Posição |
| ------------------------ | ------- |
| Australian Albums Chart  | 2       |
| Austrian Albums Chart    | 2       |
| Canadian Albums Chart    | 1       |
| Danish Albums Chart      | 10      |
| French SNEP Albums Chart | 2       |
| Italian Albums Chart     | 17      |
| Japanese Albums Chart    | 13      |
| New Zealand Albums Chart | 3       |
| Norwegian Albums Chart   | 4       |
| Spanish Albums Chart     | 2       |
| UK Albums Chart          | 1       |
| U.S. Billboard 200       | 1       |

| Paradas (2015)           | Posição |
| ------------------------ | ------- |
| Australian Albums Chart  | 13      |
| Austrian Albums Chart    | 7       |
| Danish Albums Chart      | 31      |
| French Albums Chart      | 23      |
| German Albums Chart      | 4       |
| New Zealand Albums Chart | 6       |
| Norwegian Albums Chart   | 12      |
| Swiss Albums Chart       | 8       |
| U.S. Billboard 200       | 11      |

Single
| Ano  | Single                | Parada            | Posição |
| ---- | --------------------- | ----------------- | ------- |
| 1975 | "Trampled Under Foot" | Billboard Hot 100 | 38      |

## Certificações
| Região               | Certificações | Vendas    |
| -------------------- | ------------- | --------- |
| Argentina (CAPIF)    | Ouro          | 30,000    |
| France (SNEP)        | Ouro          | 100,000   |
| Germany (BVMI)       | Ouro          | 250,000   |
| United Kingdom (BPI) | 2× Platina    | 600,000   |
| United States (RIAA) | 16× Platina   | 8,000,000 |

## Créditos
Led Zeppelin
- John Bonham – Bateria, percussão
- John Paul Jones – Órgão, Baixo, piano, sintetizadores
- Jimmy Page – Violões, Guitarras, pedal steel guitar(guitarra de aço com pedais) e Produtor
- Robert Plant – Vocal, harmônica

Convidados
- Ian Stewart - Piano na música "Boogie with Stu"

Produção
- Peter Grant - Produtor, produtor executivo
- Andy Johns - Engenheiro de áudio, mixagem
- Eddie Kramer - Engenheiro de áudio, mixagem
- Peter Corriston - Design, arte
- Barry Diament - Masterização
- Roy Harper - Fotografia
- Elliot Erwitt - Fotografia
- Keith Harwood - Engenheiro, mixagem